# ダーフィット・シュヴァルツ

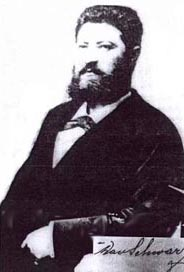
ダーフィット・シュヴァルツ

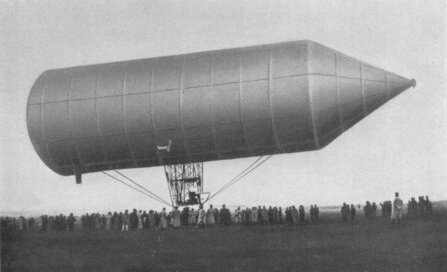
シュヴァルツの飛行船

ダーフィット・シュヴァルツ（David Schwarz 、1852年12月20日 - 1897年1月13日）は、オーストリア・ハンガリー帝国の硬式飛行船のパイオニアである。全金属骨構造の最初の飛行可能な硬式飛行船を開発した。

## 生涯
オーストリア・ハンガリー帝国のZalaegerszegのユダヤ系に生まれた。営林業を営み、現在のクロアチアのザグレブで働いた。
1880年代の半ば新たに購入したザグレブの伐採現場の監督をするために冬の山小屋に留まる間、退屈をまぎらすために妻のメラニエが選んで送ったのが技術教本で、気球や飛行船の歴史を学び、自らも当時の新しい素材であったアルミニウムを用いた飛行船の開発を思い立った。全金属製の飛行船の製作を始めたがオーストリア・ハンガリー帝国では資金の援助が得られず、ロシアの駐在武官にサンクトペテルブルクで、飛行船のデモンストレーションをすることを勧められ、1893年に飛行船を組み立てを始めた。ドイツでアルミ工場を経営するカール・ベルク（Carl Berg）を説き、無償で材料のアルミと資金の提供を受けた。最初の飛行船の仕様は、気嚢の体積は3,280m3で自重は2,525kgであり10馬力のエンジンが取り付けられていた。シュヴァルツの飛行船は組み立て後のガス注入の際に爆発炎上し、いかさま師呼ばわりされロシアを逃れるようにドイツに移った。
ドイツではカール・ベルクがプロイセン政府との間でシュヴァルツのアイデアによる飛行船の契約を結び、1985年からベルリンで組み立てが始められた。アルミ製のゴンドラは機体に固定され12馬力のダイムラーエンジンでアルミのプロペラを駆動する構想であった。シュヴァルツはロシア政府との金銭トラブルのため、各地を転々とするようになり、健康をそこね1897年1月にウィーンの路上で、心臓マヒで死亡した。

## シュヴァルツ飛行船
シュヴァルツの飛行船は、1896年10月9日にガスの注入が行われたが水素ガスの品質の問題で必要な浮揚力が得られず、必要な品質のガス製造には、シュヴァルツの死の1897年1月13日までかかった。飛行船の開発は未亡人のメラニエ・シュヴァルツとカール・ベルクに引き継がれ、1897年11月3日にエルンスト・ヤーゲルスが搭乗して飛行試験が行われた。510mほどの上昇に成功したが操縦用のプロペラの駆動用のベルトが外れ操縦の手段をなくし、ガスを開放して着陸したが気球は転倒し、破損した。この飛行を観衆の1人として、フェルディナント・フォン・ツェッペリン伯爵が見守り、ツェッペリンはベルクとの共同開発を行うことになった。
シュヴァルツの飛行船の仕様は、気嚢の体積は4,610m3で、楕円形断面の気嚢は高さが18.2m、幅が15.4mであった。

## 参考資料
- Dooley, Sean C., The Development of Material-Adapted Structural Form - Part II: Appendices. THÈSE NO 2986 (2004), École Polytechnique Fédérale de Lausanne
- Hugill, Peter J. 1995. World Trade Since 1431: Geography, Technology, and Capitalism, JHU Press, ISBN 0801851262, page 258: "two unsuccessful airships in 1897, that of David Schwartz of Austria being important because of its aluminum structure and covering (Beaubois, 1976, 29-31)")
- Schnitzler, Norbert. 2000. WWW-Tipp der Woche 24/2000 (German summary of museum exhibition)
- Whale, George. 1995. British Airships, Past / Present / Future, ISBN 1426400748, BiblioBazaar (October 26, 2007) (also 1996 Gutenberg version)
- Editors of German Wikipedia David Schwarz – Wikipedia (current version)

## 関連図書
- 『飛行船の時代』　関根伸一郎著、丸善ライブラリー（1993年）